# Brainstorming
Brainstormingul este o tehnică de creativitate în grup, menită să genereze un număr mare de idei, pentru soluționarea unei probleme. Această tehnică a fost propusă de către Alex Faickney Osborn care a dezvoltat principiile metodei în cartea sa Applied Imagination (1953). Cartea a fost reeditată în 1957, 1963 și 2011.
În l. engleză termenul brainstorm sau brain-storm înseamnă idee strălucită (care soluționează o problemă). Semnificația verbală este „a face un atac concertat asupra unei probleme, implicând idei spontane.”
Deși brainstormingul a devenit o tehnică de grup populară, cercetătorii n-au găsit dovezi cum că ar crea un număr mare de idei sau că ar îmbunătăți calitatea lor, ba chiar poate fi mai puțin eficientă decât lucrul individual, datorită lipsei de atenție, neconcentrării colective sau devierii de la subiect.
Au existat încercări de îmbunătățire sau înlocuire cu unele variante, însă unele dintre beneficiile sale sunt ridicarea moralului și îmbunătățirea lucrului în echipă.

## Principii
Există patru reguli în grup, menite să reducă inhibițiile care apar în grupuri și prin urmare să stimuleze generarea de noi idei. Rezultatul așteptat este o sinergie dinamică, care va mări în mod semnificativ creativitatea grupului:
1. Focalizarea pe cantitate. Ideea este că din cantitate poate rezulta calitate, această regulă favorizează creativitatea divergentă, căci dacă ar crește numărul de idei, ar crește și probabilitatea unei soluții eficiente pentru problema existentă.
2. Fără critici. Critica în această etapă este descurajată; în loc să se gândească la ce ar fi rău la acea idee, membrii sunt încurajați să se gândească la idei cât mai neobișnuite și să creeze o atmosferă constructivă.
3. Ideile trăznite sunt binevenite. Pentru a se obține o listă bună și lungă de idei, ideile neobișnuite sunt binevenite întrucât ele ar putea inspira soluții mai bune decât ideile obișnuite, de asemenea ele pot crea noi perspective sau diminua prejudecățile.
4. Stimularea combinațiilor: se combină și se îmbunătățesc ideile. Ideile bune pot fi combinate pentru a obține o idee foarte bună, după cum sugerează și sloganul "1+1=3". Această abordare conduce la idei mai bune și complete decât lucrul individual și se crede că stimularea ideilor se face prin asociere.

## Etapele metodei

### Stabilirea problemei
Este importantă stabilirea problemei, aceasta trebuind să fie clară și nu prea mare, cum ar fi „ce serviciu de telefonie mobilă lipsește, dar care este necesar”. Dacă problema este prea mare, moderatorul ar trebui s-o împartă pe componente.

### Background memo
Background memo-ul este o invitație trimisă participanților și conține numele ședinței, problema care va fi discutată, data, ora și locul. În scrisoare este descrisă problema, sunt date exemple de soluții și este trimisă cu cel puțin două zile în avans, astfel încât participanții să se poată gândi la metode de rezolvare. Memo-ul este folosit și în cursul discuțiilor, în caz că se ajunge la impas sau se deviază de la subiect. 

### Selectarea participanților
Directorul elaborează planul brainstorming-ului, alege participanții și moderatorul, zece sau mai puțini membri fiind, în general, mai productivi decât grupurile mari.

## Structura sugerată
1. Câțiva membri cu experiență, care și-au dovedit valoarea
2. Câțiva invitați care sunt familiarizați cu problema
3. Un moderator care înregistrează ideile și care asigură continuitatea întrunirii

### Lista de întrebări stimulatoare
Uneori creativitatea grupului poate scădea, în astfel de momente este recomandat ca moderatorul să citească una din întrebările stimulatoare, ca de exemplu: „putem combina aceste idei?” sau „ce-ar fi să privim din altă perspectivă?”. Este de preferat să scriem această listă înainte ca întrunirea să înceapă.

### Desfășurarea întrunirii
Moderatorul conduce întrunirea și se asigură care din regulile de bază sunt respectate. De obicei activitățiile sunt următoarele:
1. un interval de timp va fi alocat acomodării începătorilor la atmosfera lipsită de critică și se propune o problemă simplă, ca pentru încălzire, cum ar fi: „ce ar putea să fie următorul bonus?” sau „cum ar putea fi îmbunătățit Windows?”;
2. moderatorul prezintă problema și dă alte explicații, dacă este cazul;
3. moderatorul cere să se exprime ideile;
4. dacă nimeni nu se exprimă, moderatorul va pune o întrebare stimulatoare;
5. fiecare își exprimă ideile și acestea sunt înregistrate/notate;
6. dacă sunt prezentate mai multe idei, moderatorul va acorda prioritate ideii celei mai apropiate de subiect;
7. participanții încearcă să dezvolte ideea și să o îmbunătățească.
8. spre sfârșit moderatorul organizează ideile pe baza subiectului în discuție și încurajează continuarea dialogului întrucât alte idei mai pot fi sugerate;
9. ideile sunt categorisite;
10. întreaga listă este revizuită și ideile nepotrivite sau irealizabile sunt înlăturate;
11. moderatorul le mulțumește pentru participare și îi răsplătește cu un mic cadou pentru deranj.

## Proces
- Participanții care au o idee, dar nu au posibilitatea s-o prezinte sunt sfătuiți s-o noteze și s-o prezinte mai târziu.
- Moderatorul ar trebui să numere ideile și să încerce să le mărească numărul. De exemplu: „ avem 44 de idei, hai să le facem 50!”.
- Moderatorul ar trebui să repete ideea prin cuvintele autorului, astfel încât să se recunoască meritul acestuia sau să altereze ideea originară.
- În caz de multe idei care survin în același timp cel care are ideea cea mai asociată are prioritate.
- În timpul întrunirilor de brainstorming este descurajată participarea superiorilor, deoarece aceasta poate inhiba participanții și să reducă efectul celor patru reguli de bază, mai ales generarea de idei neobișnuite.

## Evaluare
Brainstorming-ul nu este doar un generator de idei pentru alții; de obicei, grupul va evalua și selecta singur ideea finală.
- Soluția nu ar trebui să necesite aptitudini pe care membri grupului nu le au sau nu le pot obține.
- Dacă resurse sau aptitudini suplimentare sunt necesare atunci obținerea lor ar trebui să facă parte din prima parte a soluției.
- Trebuie să existe o metodă de a măsura progresul și succesul.
- Pașii trebuie să fie clari tuturor și treburile distribuite astfel încât fiecare să aibă un rol important.
- La procesul de luare a deciziilor trebuie să participe toți, astfel încât efortul să fie coordonat spre scopul stabilit.
- Ar trebui menținut interesul participanților, astfel încât aceștia să-și continue eforturile depuse.

Alex F. Osborn a recomandat utilizarea de către evaluatori a unor întrebări cum sunt: 
1. Această idee este destul de simplă?
2. Ideea este acceptabilă din punct de vedere uman?
3. Ideea este oportună?
4. Este ea realizabilă?

## Brainstorming electronic
Brainstormingul electronic este o formă de brainstorming asistat de software de sisteme-suport al grupurilor (sau GSS) care permit participanților să răspundă deodată și în mod anonim. Termenul "Sistem-suport al grupurilor" (GSS) este sinonim cu "Sistem de miting electronic" (EMS) (engleză electronic meeting system).
O sesiune de brainstorming asistat de GSS se poate desfășura într-o încăpere dotată cu o rețea de terminale de calculator. Participanții sunt amplasați la terminale și răspund la întrebările puse de moderator, care rulează software-ul GSS. Software-ul GSS colectează răspunsurile participanților și le proiectează pe un ecran mare din încăpere sau pe monitoarele participanților. Observarea răspunsurilor de către toți participanții stimulează exprimarea altor idei și încurajează continuarea discuțiilor. GSS poate facilita activități la mai multe locații simultan (de exemplu, prin videoconferințe) și poate coordona grupuri de dimensiuni mari, de câteva sute de participanți. Există numeroase dovezi că brainstormingul electronic este mai performant decât brainstormingul tradițional, în ceea ce privește productivitatea și generarea de idei unice., . Această tehnică de creativitate a fost folosită, în particular, la dezvoltarea noilor produse, însă poate fi aplicată într-o serie de domenii în care este utilă colectarea și evaluarea ideilor.

## Variante ale brainstorming-ului
Există numeroase variante ale brainstorming-ului, dintre care se pot menționa:

### Dubla inversare
Dubla inversare (engleză Double Reversal) este o variantă care se aplică atunci când ideile propuse anterior sunt lipsite de imaginație; are scopul de a stimula creativitatea. Procedura dublei inversări este următoarea:
- Se analizează problema care este supusă dezbaterii.
- Se construiește inversul declarației: cum poate fi înrăutățită problema, cum să se creeze opusul stării dorite.
- Se notează toate ideile emise pe un flipchart, fără a se face vreo evaluare sau discuție asupra lor.
- Se citește fiecare idee pe rând și se inversează. Sunt create astfel idei noi care pot rezulta din propozițiile inversate.

### Tehnica grupului nominal (TGN)
Tehnica grupului nominal este o metodă structurată pentru brainstorming-ul de grup, care încurajează participarea tuturor membrilor. Se aseamănă, de obicei, cu un proces de stabilire a priorităților. Se folosește când problema supusă dezbaterii este controversată și există un conflict aprins în grup. Scopul principal al discuției este clarificarea, nu de a rezolva diferențele de opinie. Moderatorul nu trebuie să permită ca discuția să se transforme într-o argumentare. Discuțiile în grup pot clarifica semnificațiile, pot explica logica și analiza ideilor, pot ridica întrebări și oferi răspunsuri. Folosind votul multiplu  sau reducerea listei de idei se stabilesc  ideile care sunt prioritare.

## Critici
Tehnica nu dă rezultate în grupurile în care membrii trebuie să interacționeze și să comunice permanent pentru rezolvarea unei sarcini. Un studiu din 1958 a ajuns la concluzia că o persoană care caută singură soluții va prezenta în medie de două ori mai multe idei decât un grup de brainstorming. Și, în plus, ideile acestei persoane singure se pot aplica mai bine în practică.
Wolfgang Stroebe de la Universitatea Utrecht, unul din expeții în domeniu, afirmă că „de 50 de ani cercetarea psihologică constată că activitatea de brainstorming nu funcționează bine”. Iată și motivul: Membrii grupului interacționează inegal, uneori și de teamă să nu spună vreo prostie. Problema cea mai mare este că membrii grupului se blochează reciproc. Stroebe crede că aceasta se întâmplă „pentru că la un moment dat, poate lua cuvântul un singur membru al grupului”.
Rainer Holm-Hadulla, cercetător în domeniul creativității la Universitatea Heidelberg, a ajuns la următoarea concluzie: „Activitatea de brainstorming prost înțeleasă, fără competență profesională în domeniu, poate bloca creativitatea în loc să o stimuleze”.